# Liste von Wedge Tombs in Irland
Die Liste von Wedge Tombs in Irland enthält Wedge Tombs in der Republik Irland und in Nordirland.
Die Seite des irischen National Monument Service NMS und die Seite des Northern Ireland Sites & Monument Record NISMR enthalten alle bekannten Wedge Tombs.
Auf der irischen Insel sind über 580 Wedge Tombs bekannt.
In der Gaeltacht sind die Namen der Townlands auf NMS irisch angegeben, während sie in der anderen Literatur überwiegend englisch angegeben sind. Für die Gaeltacht werden hier beide Namen aufgeführt.
In der Spalte Lage/SMR werden die Geodaten, angegeben:
- Oben die Koordinaten in internationaler Schreibweise im dezimalen Graden (am besten kopierbar)
- darunter die Werte des Irish Grid des Ordnance Survey Ireland (OSI)
- darunter die SMR-Nummern des NMS und NISMR. SMR steht für „Sites and Monument Record“. Dies ist eine für jedes Monument eindeutig vergebene Kennzeichnung, die neben einer Nummer eine Kurzform des Countynamens enthält. Die Struktur ist in der Republik und Nordirland unterschiedlich.

Wurde eine Anlage versetzt, so sind hier die ursprünglichen Daten angegeben. Die aktuellen Koordinaten werden im dazugehörigen Artikel zusätzlich aufgeführt.

## Liste der Wedge Tombs
County: Antrim – Cavan – Clare – Cork – Derry – Donegal – Dublin – Fermanagh – Galway – Kerry – Leitrim – Limerick – Louth – Mayo – Monaghan – Offaly – Roscommon – Sligo – Tipperary – Tyrone – Waterford – Wicklow
| Name (Townland)                  | Bekannt als                                 | Ort                | County    | Bemerkung                                                  | Pos.                                               | Bild |
| -------------------------------- | ------------------------------------------- | ------------------ | --------- | ---------------------------------------------------------- | -------------------------------------------------- | ---- |
|                                  |                                             |                    |           |                                                            |                                                    |      |
| Antrim                           |                                             |                    |           |                                                            |                                                    |      |
| Beardiville                      | Gigmagog’s Grave                            | Portrush           | Antrim    |                                                            | 55,173611° N, 6,576118° W C 907 373 ANT006003      |      |
| Craigarogan                      | Carn Greine Granny’s Grave                  | Templepatrick      | Antrim    |                                                            | 54,689847° N, 6,031295° W J 270 841 ANT051040      |      |
| Dunteige                         |                                             | Ballygalley        | Antrim    |                                                            | 54,90194° N, 5,937583° W D 323 079 ANT035002       |      |
| Goakstown (auch Ault)            |                                             | Glenarm            | Antrim    |                                                            | 54,92758° N, 5,947992° W D 316 107 ANT029019       |      |
| Cavan                            |                                             |                    |           |                                                            |                                                    |      |
| Aughrim                          | Giant’s Grave                               | Ballyconnell       | Cavan     | Versetzt in den Garten eines Hotels                        | 54,138949° N, 7,582576° W H 277 211 CV010-005----  |      |
| Burren                           | Giant’s Grave, Giants Leap                  | Burren             | Cavan     |                                                            | 54,262232° N, 7,883549° W H 079 352 CV004-005----  |      |
| Burren                           | Tullygobban Hill                            | Burren             | Cavan     |                                                            | 54,266136° N, 7,886697° W H 075 352 CV004-003001-  |      |
| Drumeague                        | Giant’s Grave                               | Shercock           | Cavan     |                                                            | 53,970306° N, 6,984944° W H 666 028 CV028-019----  |      |
| Drummany                         |                                             | Butlersbridge      | Cavan     | Typ Wedge Tomb nicht sicher                                | 54,0432° N, 7,38211° W H 405 106 CV015-040----     |      |
| Kilnavert                        | Giants Grave                                | Ballyconnell       | Cavan     |                                                            | 54,088692° N, 7,646655° W H 231 155 CV013-037001-  |      |
| Clare                            |                                             |                    |           |                                                            |                                                    |      |
| Ballaghaglash                    |                                             | Gort               | Clare     |                                                            | 53,04273° N, 8,93567° W R 372 995 CL011-005----    |      |
| Ballinphunta                     |                                             | Cratloe            | Clare     |                                                            | 52,70373° N, 8,77148° W R 478 616 CL062-008----    |      |
| Ballycroum                       | Gráinnes Quelle                             | Feakle             | Clare     |                                                            | 52,94523° N, 9,16135° W R 545 885 CL019-021003-    |      |
| Ballyganner South                |                                             | Burren             | Clare     | Größte im Burren                                           | 52,99522° N, 8,67966° W R 220 944 CL009-059072-    |      |
| Ballymihil                       |                                             | Burren             | Clare     |                                                            | 53,05663° N, 9,1179° W M 248 108 CL005-160016-     |      |
| Baur Nord                        |                                             | Zentralburren      | Clare     |                                                            | 53,04902° N, 9,15958° W M 213 003 CL009-019001-    |      |
| Baur Süd                         |                                             | Zentralburren      | Clare     |                                                            | 53,04531° N, 9,16747° W M 217 000 CL009-020001-    |      |
| Berneens                         |                                             | Ballyvaughan       | Clare     |                                                            | 53,07261° N, 9,14603° W M 232 030 CL005-143----    |      |
| Bohateh North                    |                                             | Mountshannon       | Clare     |                                                            | 52,96563° N, 8,48075° W R 677 906 CL021-004001-    |      |
| Caheraphuca                      |                                             | Burren (Crusheen)  | Clare     |                                                            | 52,93788° N, 8,90651° W R 391 874 CL026-015----    |      |
| Cappaghkennedy                   |                                             | Burren             | Clare     |                                                            | 53,02702° N, 9,0344° W R 306 978 CL010-028----     |      |
| Clooneen                         |                                             | Burren             | Clare     |                                                            | 52,9952° N, 9,14587° W R 230 944 CL009-059094-     |      |
| Coolnatullagh                    |                                             | Burren             | Clare     |                                                            | 53,07088° N, 9,04341° W M 309 030 CL006-042009-    |      |
| Creevagh                         | Leaba Wedge Tomb                            | Killinaboy         | Clare     |                                                            | 53,00789° N, 9,08434° W R 272 957 CL010-095002-    |      |
| Derrynavahagh                    |                                             | Caher Valley       | Clare     |                                                            | 53,09375° N, 9,22458° W M 180 054 CL005-011----    |      |
| Faunarooska (West)               |                                             | Caher Valley       | Clare     |                                                            | 53,08832° N, 9,21774° W M 184 048 CL005-013001-    |      |
| Faunarooska (Ost)                |                                             | Caher Valley       | Clare     |                                                            | 53,08851° N, 9,21731° W M 185 048 CL005-013002-    |      |
| Fanygalvan                       |                                             |                    | Clare     |                                                            | 53,01961° N, 9,11264° W R 253 971 CL009-084007-    |      |
| Poulaphuca                       | Fairies Cave                                | Carran Burren      | Clare     |                                                            | 53,06125° N, 9,09853° W M 263 017 CL006-035003-    |      |
| Tullycommon                      |                                             | Kilfenora          | Clare     |                                                            | 53,01566° N, 9,0631° W R 287 966 CL010-064006-     |      |
| Gleninsheen                      |                                             | Ballyvaughan       | Clare     |                                                            | 53,06478° N, 9,14972° W M 229 021 CL005-133----    |      |
| Newgrove                         | Giant’s Grave                               | Tulla              | Clare     |                                                            | 52,87087° N, 8,81242° W R 452 803 CL035-002----    |      |
| Parknabinnia                     |                                             | Killinaboy         | Clare     | Weitere Wedge Tombs in der Nähe                            | 52,98813° N, 9,09553° W R 258 933 CL016-061001-    |      |
| Cork                             |                                             |                    |           |                                                            |                                                    |      |
| Altar                            |                                             | Schull             | Cork      |                                                            | 51,51378° N, 9,64389° W V 858 303 CO148-005----    |      |
| Ballynahown                      | Leitrim Mor                                 | Beara-Halbinsel    | Cork      |                                                            | 51,705285° N, 9,672961° W V 843 516 CO103-014----  |      |
| Barnagowlane West                |                                             | Drimoleague        | Cork      |                                                            | 51,72596° N, 9,30628° W W 097 534 CO106-034----    |      |
| Bealick                          |                                             | Macroom            | Cork      |                                                            | 51,912221° N, 8,925849° W W 361 741 CO071-020----  |      |
| Beennamweel East                 |                                             | Mallow             | Cork      |                                                            | 52,0512° N, 8,71728° W W 509 890 CO041-116----     |      |
| Glantane East                    | The Flags                                   | Millstreet         | Cork      |                                                            | 52,00443° N, 9,04485° W W 282 840 CO048-092----    |      |
| Inchincurka                      |                                             | Macroom            | Cork      |                                                            | 51,78322° N, 9,11237° W W 233 597 CO093-052002-    |      |
| Island                           |                                             | Mallow             | Cork      |                                                            | 52,06769° N, 8,5796° W W 603 908 CO042-056001-     |      |
| Kealanine                        |                                             | Bantry             | Cork      |                                                            | 51,66897° N, 9,32666° W W 082 471 CO119-049----    |      |
| Céim Chorrbhuaile Keamcorravooly | Giant’s Grave                               | Ballingeary        | Cork      |                                                            | 51,855° N, 9,25057° W W 136 678 CO080-008----      |      |
| Keenrath                         |                                             | Dunmanway          | Cork      |                                                            | 51,75781° N, 9,18104° W W 184 568 CO093-062----    |      |
| Killough Ost                     |                                             | Beara-Halbinsel    | Cork      |                                                            | 51,61305° N, 10,06656° W V 568 418 CO127-003----   |      |
| Kilmacowen                       |                                             | Beara-Halbinsel    | Cork      |                                                            | 51,68278° N, 9,90939° W V 680 494 CO115-003----    |      |
| Kilmaclenine                     | Acuthoghue Dolmen                           | Buttevant          | Cork      |                                                            | 52,20135° N, 8,70792° W R 516 057 CO024-056002-    |      |
| Knocknane Nord                   | Carrigeennaoralidy Graves                   | Macroom            | Cork      |                                                            | 51,83006° N, 8,97362° W W 328 646 CO082-084002-    |      |
| Knocknane Süd                    | Carrigeennaoralidy Graves                   | Macroom            | Cork      |                                                            | 51,83006° N, 8,97362° W W 328 646 CO082-084001-    |      |
| Knocknagappul 1                  |                                             |                    | Cork      |                                                            | 51,98073° N, 8,94613° W                            |      |
| Knocknagappul 2                  |                                             |                    | Cork      |                                                            | 51,98073° N, 8,94613° W                            |      |
| Knocknagoun                      |                                             | Macroom            | Cork      |                                                            | 51,99793° N, 8,83785° W W 424 832 CO049-046----    |      |
| Labbacallee                      |                                             | Fermoy             | Cork      | Längstes Wedge Tomb in Irland                              | 52,1742° N, 8,33438° W R 772 026 CO027-086----     |      |
| Lackaduv (West)                  |                                             | Macroom            | Cork      |                                                            | 51,96643° N, 9,00322° W W 310 798 CO059-0187----   |      |
| Lackaduv (Ost)                   |                                             | Macroom            | Cork      |                                                            | 51,96045° N, 8,99513° W W 316 791 CO059-028001-    |      |
| Oughtihery                       |                                             | Macroom            | Cork      | Fraglich, ob es sich um Wedge Tomb oder Antiquität handelt | 51,98846° N, 8,88683° W                            |      |
| Ryefield East                    |                                             |                    | Cork      |                                                            | 51,995155° N, 8,504939° W V 653 826 CO052-020----  |      |
| Toormore                         |                                             | Mizen-Halbinsel    | Cork      |                                                            | 51,52054° N, 9,64865° W V 855 310 CO148-001----    |      |
| Scrahanard                       |                                             | Macroom            | Cork      |                                                            | 51,958727° N, 8,996607° W W 315 789 CO059-102001-  |      |
| Derry                            |                                             |                    |           |                                                            |                                                    |      |
| Ballybriest                      |                                             |                    | Derry     | Jetzt im „An Creagán Visitor Centre“ im Co. Tyrone         | 54,73938° N, 6,81435° W H 764 886 LDY045004        |      |
| Boviel                           | Cloghnagalla Cloghagalla                    | Dungiven           | Derry     |                                                            | 54,91279° N, 6,86356° W C 729 078 LDY031003        |      |
| Largantea                        | Well Glass Spring Cairn                     | Limavady           | Derry     |                                                            | 55,0841° N, 6,86328° W C 726 269 LDY010016         |      |
| Tireighter                       |                                             | Derry City         | Derry     |                                                            | 54,86314° N, 7,07882° W C 591 019 LDY029001        |      |
| Donegal                          |                                             |                    |           |                                                            |                                                    |      |
| Carmoney                         |                                             | Milford            | Donegal   |                                                            | 55,13324° N, 7,73177° W C 171 318 DG027-011----    |      |
| Carmoney                         |                                             | Milford            | Donegal   |                                                            | 55,13294° N, 7,73135° W C 171 317 DG027-012----    |      |
| Casheltown                       |                                             | Dunkineely         | Donegal   |                                                            | 54,6449° N, 8,3597° W G 768 775 DG098-003----      |      |
| Kilbarron                        |                                             | Ballyshannon       | Donegal   |                                                            | 54,53103° N, 8,23561° W G 847 647 DG107-002----    |      |
| Kilbeg An Chill Bheag            | Dermot and Grania’s Bed                     | Carrick            | Donegal   |                                                            | 54,62626° N, 8,62247° W G 598 755 DG096-021----    |      |
| Magheracar                       |                                             | Bundoran           | Donegal   |                                                            | 54,47635° N, 8,31461° W G 796 586 DG106-014----    |      |
| Magheranaul                      | The Giant’s House                           | Inishowen          | Donegal   | Nördlichstes Wedge Tomb in Irland                          | 55,29436° N, 7,31776° W C 433 499 DG004-041----    |      |
| Dublin                           |                                             |                    |           |                                                            |                                                    |      |
| Ballyedmonduff                   |                                             | Glencullen         | Dublin    |                                                            | 53,229167° N, 6,226194° W O 185 213 DU025-045----  |      |
| Killakee                         |                                             | Glencullen         | Dublin    |                                                            | 53,247181° N, 6,317611° W O 124 232 DU025-022----  |      |
| Kilmashogue                      |                                             |                    | Dublin    |                                                            | 53,250558° N, 6,267231° W N 150 243 DU025-007001-  |      |
| Shankill                         | Auch Wedge Tomb von Carrickgollogan genannt |                    | Dublin    |                                                            | 53,21525° N, 6,154889° W O 233 199 DU026-059----   |      |
| Fermanagh                        |                                             |                    |           |                                                            |                                                    |      |
| Coolbuck                         | The Druid’s Altar & Giant’s Grave           | Lisbellaw          | Fermanagh |                                                            | 54,342531° N, 7,524339° W H 309 438 FER212:051     |      |
| Greenan                          | Giant’s Grave                               | Swanlinbar         | Fermanagh |                                                            | 54,21171° N, 7,73706° W H 172 292 FER244:018       |      |
| Mountdrum                        | Giant’s Grave                               | Lisbellaw          | Fermanagh |                                                            | 54,337499° N, 7,52687° W H 308 433 FER212:054      |      |
| Galway                           |                                             |                    |           |                                                            |                                                    |      |
| Ardnagreevagh                    |                                             | Renvyle            | Galway    |                                                            | 53,606232° N, 10,027911° W L 658 637 GA009-002001- |      |
| Ballynastaig                     |                                             | Gort               | Galway    |                                                            | 53,097003° N, 8,866751° W M 420 055 GA122-019----  |      |
| Lavally                          |                                             | Clarinbridge       | Galway    |                                                            | 53,243086° N, 8,836412° W M 443 217 GA095-078----  |      |
| Marblehill (GA 125-121)          |                                             | Ballynakill        | Galway    |                                                            | 53,084858° N, 8,466883° W W 688 039 GA125-121----  |      |
| Marblehill (GA 125-128)          |                                             | Ballynakill        | Galway    |                                                            | 53,08127° N, 8,471137° W W 685 036 GA125-128----   |      |
| Carownlisheen Ceathrú an Lisín   | Leaba Dhiarmada is Ghrainne                 | Inishmaan          | Galway    |                                                            | 53,084833° N, 8,465694° W L 944 052 GA119-078----  |      |
| Doorus Demesne                   |                                             | Kinvarra           | Galway    |                                                            | 53,152562° N, 8,972604° W M 349 117 GA112-009----  |      |
| Kilcrimple                       |                                             | Gort               | Galway    |                                                            | 53,049306° N, 8,742444° W M 502 001 GA129-018----  |      |
| Kilbeg                           |                                             | Monivea            | Galway    |                                                            | 53,39° N, 8,6621° W M 559 379 GA072-037----        |      |
| Knockbrack                       | Labbadermot                                 | Cleggan            | Galway    | Nicht sicher bestimmbar als Wedge Tomb.                    | 53,5607° N, 10,14021° W L 590 587 GA0022-048----   |      |
| Lissalondoon                     |                                             | Loughrea           | Galway    |                                                            | 53,250876° N, 8,667843° W M 554 224 GA096-126----  |      |
| Oghil Eochaill                   | Leaba Dhiarmada agus Gráinne                | Inishmore          | Galway    |                                                            | 53,127512° N, 9,718722° W L 849 099 GA110-098----  |      |
| Scrahallia                       | Altóir Ula Grabaltar                        | Connemara          | Galway    |                                                            | 53,4251° N, 9,815965° W L 792 432 GA051-013----    |      |
| Toorclogher                      |                                             | Loughrea           | Galway    |                                                            | 53,20336° N, 8,696837° W M 534 172 GA104-273----   |      |
| Kerry                            |                                             |                    |           |                                                            |                                                    |      |
| Baile Uí Uaithnín Ballyhoneen    |                                             | Dingle-Halbinsel   | Kerry     |                                                            | 52,20595° N, 10,15462° W Q 527 082 KE035-073001-   |      |
| Chathair Ard (An) Caher Ard      | Leaba an Fhir Mhuimhnuigh                   | Ceann Trá Ventry   | Kerry     |                                                            | 52,13758° N, 10,3669° W Q 390 011 KE042-142----    |      |
| Cool East                        |                                             | Valentia Island    | Kerry     |                                                            | 51,91166° N, 10,35991° W V 376 758 KE078-008----   |      |
| Com (An) Coom                    | Labbydermot                                 | Ballinskelligs     | Kerry     |                                                            | 51,82352° N, 10,31357° W V 405 659 KE097-021----   |      |
| Com an tSleabhcáin Coomatloukane |                                             | Waterville         | Kerry     |                                                            | 51,77408° N, 10,16202° W V 508 600 KE106-036002-   |      |
| Dún Meánach (An) Doonmanagh      |                                             | Annascaul          | Kerry     |                                                            | 52,12728° N, 10,15397° W V 525 994 KE054-045----   |      |
| Drombohilly                      | Pookauncorrin                               | Kenmare            | Kerry     |                                                            | 51,78455° N, 9,75402° W V 789 605 KE109-022----    |      |
| Maumnahaltora 1                  |                                             | Camp               | Kerry     |                                                            | 52,19544° N, 9,93135° W Q 679 066 KE045-013001-    |      |
| Maumnahaltora 2                  |                                             | Camp               | Kerry     |                                                            | 52,19584° N, 9,93126° W Q 680 066 KE045-013002-    |      |
| Maumnahaltora 3                  |                                             | Camp               | Kerry     | Im Torf begraben                                           | 52,196° N, 9,93004° W Q 680 067 KE045-013003-      |      |
| Leitrim                          |                                             |                    |           |                                                            |                                                    |      |
| Aghamore                         |                                             |                    | Leitrim   |                                                            | 54,34656° N, 8,30761° W G 800 442 LE006-033----    |      |
| Drumany                          | Giant’s Grave                               |                    | Leitrim   |                                                            | 54,0369° N, 7,89543° W H 069 098 LE024-026----     |      |
| Wardhouse                        |                                             | Bundoran           | Leitrim   | Teil eines Komplexes mehrerer Tombs                        | 54,47015° N, 8,34671° W G 775 580 LE001-023----    |      |
| Limerick                         |                                             |                    |           |                                                            |                                                    |      |
| Ballyfroota                      |                                             | Ballylanders       | Limerick  | Nicht sicher als Wedge Tomb bestimmbar                     | 52,388889° N, 8,380556° W R 742 263 LI049-103----  |      |
| Ballynagallagh                   | Leaba na Muice Bett des Schweins            | Lough Gur          | Limerick  | Nicht sicher, ob Wedge Tomb                                | 52,508475° N, 8,532025° W R 640 397 LI032-046----  |      |
| Lough Gur I                      | Giant’s Grave                               | Bruff              | Limerick  | Das größere Wedge Tomb                                     | 52,51264° N, 8,52318° W R 647 403 LI032-029----    |      |
| Louth                            |                                             |                    |           |                                                            |                                                    |      |
| Lurgankeel                       |                                             | Dundalk            | Louth     |                                                            | 54,044824° N, 6,440046° W J 022 117 LH004-055----  |      |
| Paddock                          | Calliagh Birra’s House                      | Monasterboice      | Louth     |                                                            | 53,786667° N, 6,408111° W O 049 830 LH021-021----  |      |
| Proleek                          |                                             | Cooley-Halbinsel   | Louth     |                                                            | 54,03689° N, 6,34718° W J 083 110 LH004-075----    |      |
| Mayo                             |                                             |                    |           |                                                            |                                                    |      |
| Breastagh                        |                                             | Killala            | Mayo      |                                                            | 54,248861° N, 9,253806° W G 183 340 MA015-017----  |      |
| Carrowcrom                       | Dermot and Grania’s Bed                     | Ballina            | Mayo      |                                                            | 54,089955° N, 9,047909° W G 314 161 MA040-019----  |      |
| Castlehill (1)                   |                                             | Ballycroy          | Mayo      |                                                            | 54,000944° N, 9,833472° W F 797 074 MA044-005----  |      |
| Castlehill (2)                   |                                             | Ballycroy          | Mayo      |                                                            | 54,001972° N, 9,835056° W F 798 072 MA044-006----  |      |
| Doonty                           |                                             | Ox Mountains       | Mayo      |                                                            | 54,009213° N, 8,984082° W G 355 071 MA049-052----  |      |
| Greenwood                        | Dermot & Grania’s Bed                       | Ballyhaunis        | Mayo      |                                                            | 53,76946° N, 8,84696° W M 442 803 MA092-072----    |      |
| Lettera                          |                                             | Ballycroy          | Mayo      |                                                            | 54,01809° N, 9,8215° W F 806 091 MA044-002----     |      |
| Lisduff                          |                                             | Ballindine         | Mayo      |                                                            | 53,664202° N, 8,905807° W M 401 686 MA112-044----  |      |
| Rathfranpark                     |                                             | Killala            | Mayo      |                                                            | 54,242093° N, 9,252367° W G 183 332 MA015-027001-  |      |
| Srahwee                          | Tobar na hAltóra Altarquelle                | Louisburgh         | Mayo      |                                                            | 53,706111° N, 9,824944° W L 795 744 MA096-022001-  |      |
| Monaghan                         |                                             |                    |           |                                                            |                                                    |      |
| Calliagh                         |                                             | Monaghan           | Monaghan  |                                                            | 54,185725° N, 7,025908° W H 725 077 MO013-032----  |      |
| Lisnadarragh                     |                                             | Shercock           | Monaghan  |                                                            | 54,013314° N, 6,895616° W F 724 076 MO027-057----  |      |
| Offaly                           |                                             |                    |           |                                                            |                                                    |      |
| Gorraun                          |                                             | Cloughjordan       | Offaly    | Typ Wedge Tomb nicht sicher                                | 52,926917° N, 8,011917° W R 992 860 OF044-014----  |      |
| Roscommon                        |                                             |                    |           |                                                            |                                                    |      |
| Cartronaglogh                    |                                             | Keadue             | Roscommon |                                                            | 54,063333° N, 8,129722° W G 916 126 RO004-063----  |      |
| Corrasluastia                    |                                             | Castlerea          | Roscommon |                                                            | 53,73629° N, 8,68592° W M 547 764 RO025-020----    |      |
| Usna                             | Dermot and Grania’s Bed                     | Carrick-on-Shannon | Roscommon |                                                            | 53,963056° N, 8,173333° W G 887 016 RO006-171----  |      |
| Sligo                            |                                             |                    |           |                                                            |                                                    |      |
| Cabragh                          |                                             | Coolaney           | Sligo     |                                                            | 54,17425° N, 8,674056° W G 559 252 SL025-002----   |      |
| Carranduff                       |                                             | Enniscrone         | Sligo     |                                                            | 54,255128° N, 9,070211° W G 302 345 SL010-014----  |      |
| Coolbeg                          |                                             | Drumcliff          | Sligo     |                                                            | 54,328917° N, 8,504556° W G 672 423 SL008-070----  |      |
| Gortakeeran                      |                                             | Coolaney           | Sligo     |                                                            | 54,172675° N, 8,651333° W G 575 250 SL025-008----  |      |
| Knockatotaun                     |                                             | Tubbercurry        | Sligo     | Kann auch Portal Tomb sein                                 | 54,128154° N, 8,662069° W G 568 201 SL025-108----  |      |
| Streedagh                        |                                             | Grange             | Sligo     |                                                            | 54,400685° N, 8,572101° W G 608 503 SL005-017----  |      |
| Tawnymucklagh                    |                                             | Lough Gara         | Sligo     |                                                            | 53,938889° N, 8,492222° W M 677 250 SL046-035----  |      |
| Tipperary                        |                                             |                    |           |                                                            |                                                    |      |
| Baurnadomeeny                    | Dermot and Grania’s Bed                     | Rear Cross         | Tipperary |                                                            | 52,691823° N, 8,227594° W R 846 601 TN038-009----  |      |
| Cureeny Commons                  | Dermot and Grania’s Bed                     | Silvermines        | Tipperary |                                                            | 52,734228° N, 8,182108° W R 876 647 TN033-025----  |      |
| Knockcurraghbola Commons         |                                             | Rear Cross         | Tipperary |                                                            | 52,69992° N, 8,07363° W R 951 609 TN039-009----    |      |
| Knockcurraghbola Commons         |                                             | Rear Cross         | Tipperary |                                                            | 52,68683° N, 8,09006° W R 939 595 TN039-016----    |      |
| Knockcurraghbola Commons         |                                             | Rear Cross         | Tipperary |                                                            | 52,68694° N, 8,08752° W R 941 595 TN039-017----    |      |
| Knockshanbrittas                 |                                             | Rear Cross         | Tipperary |                                                            | 52,66898° N, 8,18065° W R 877 575 TS039-020----    |      |
| Knockshanbrittas                 |                                             | Rear Cross         | Tipperary |                                                            | 52,66808° N, 8,1817° W R 877 574 TS039-021----     |      |
| Loughbrack                       |                                             | Rear Cross         | Tipperary |                                                            | 52,684346° N, 8,137875° W R 906 592 TN039-014----  |      |
| Tyrone                           |                                             |                    |           |                                                            |                                                    |      |
| Churchtown                       | Todd’s Den                                  | Castlederg         | Tyrone    |                                                            | 54,718206° N, 7,583648° W H 269 856 TYR016017      |      |
| Clogherny Meenerrigal            |                                             | Plumbridge         | Tyrone    |                                                            | 54,670653° N, 6,939035° W H 488 945 TYR011018      |      |
| Creggandevesky                   |                                             | Carrickmore        | Tyrone    | Einstufung als Wedge Tomb unsicher                         | 54,621735° N, 7,006569° W H 642-759 TYR037043      |      |
| Dunnamore                        | Dermot and Grania’s Bed                     | Cookstown          | Tyrone    |                                                            | 54,671372° N, 6,939142° W H 685 808 TYR028009      |      |
| Loughash                         | Giant’s Grave                               | Claudy             | Tyrone    |                                                            | 54,853181° N, 7,247916° W C 483 086 TYR006024      |      |
| Loughash                         | Cashelbane                                  | Claudy             | Tyrone    |                                                            | 54,856794° N, 7,19701° W C 516 013 TYR006002       |      |
| Loughmacrory I                   |                                             | Omagh              | Tyrone    | Stark zerstört                                             | 54,637838° N, 7,102508° W H 586 776 TYR027016      |      |
| Loughmacrory III                 | Dermot and Grania’s Bed                     | Omagh              | Tyrone    |                                                            | 54,64347° N, 7,09242° W H 586 776 TYR027016        |      |
| Loughry                          |                                             | Cookstown          | Tyrone    |                                                            | 54,615513° N, 6,743277° W H 812 748 TYR038020      |      |
| Waterford                        |                                             |                    |           |                                                            |                                                    |      |
| Carrickavrantry                  |                                             | Tramore            | Waterford |                                                            | 52,165161° N, 7,194608° W S 550 018 WA026-028----  |      |
| Munmahoge                        |                                             | Tramore            | Waterford |                                                            | 52,203882° N, 7,157177° W S 576 061 WA017-035----  |      |
| Wicklow                          |                                             |                    |           |                                                            |                                                    |      |
| Moylisha                         | Bed of the Fairies                          | Shillelagh         | Wicklow   |                                                            | 52,750619° N, 6,62105° W S 930 675 WI042-036----   |      |
| Carrig                           |                                             | Blessington        | Wicklow   |                                                            | 53,15119° N, 6,51477° W N 994 122 WI005-079----    |      |
| Mongnacool Lower                 | Leaba na Saidhe auch Fairyhouse             | Aughrim            | Wicklow   |                                                            | 52,87389° N, 6,273244° W T 163 817 WI035-023---    |      |